# Charlotte Bagge Hansen
Charlotte Bagge Hansen (født 28. juli 1969) er en dansk politiker, der er blev valgt til Folketinget for Moderaterne i Sjællands Storkreds ved folketingsvalget 2022. Hun blev valgt til kommunalbestyrelsen i Vordingborg Kommune for Fælleslisten i 2021, men forlod kommunalbestyrelsen i 2023 for at koncentrere sig om folketingsarbejdet. 
Hun fik 2187 personlige stemmer ved folketingsvalget i 2022, hvilket er 13.-flest i sit parti på landsplan. Hun har tidligere været medlem af Venstre.

Hun har siden 2024 været ordfører for beredskab, finans, landdistrikter og øer, fiskeri og erhverv. I perioden 2023-2024 var hun landbrugsordfører og fra 2022-2024 fødevareordfører og miljøordfører. Desuden er hun turismeordfører.